# تورگوس
تورگوس‌ها (نام علمی: Torgos) سرده‌ای از کرکس‌های جهان قدیم است که شامل دو گونه است، یک گونه موجود، دال غبغب‌دار (Torgos tracheliotos) و گونه فسیلی Torgos platycephalus از پایان پلیستوسن آذربایجان و یک گونه فسیلی بی‌نام از پلیستوسن میانی چین.